# (32387) D'Egidio
(32387) D'Egidio est un astéroïde de la ceinture principale.

## Description
(32387) D'Egidio est un astéroïde de la ceinture principale. Il fut découvert le 29 août 2000 à Socorro par le projet LINEAR. Il présente une orbite caractérisée par un demi-grand axe de 3,18 UA, une excentricité de 0,13 et une inclinaison de 5,9° par rapport à l'écliptique.

## Compléments